# Мельбурнский музей

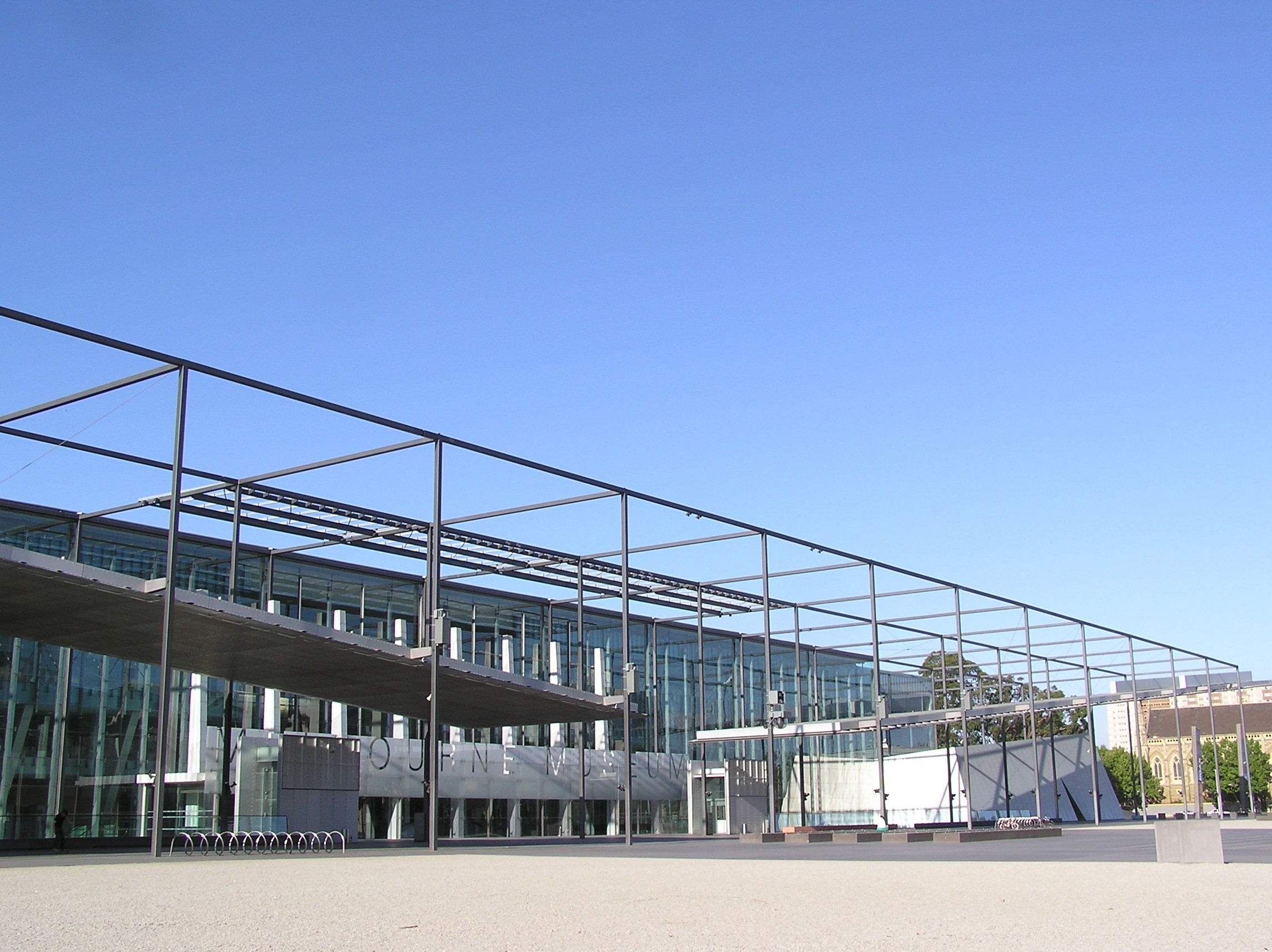
Мельбурнский музей

Ме́льбурнский музе́й (англ. Melbourne Museum) располагается в парке «Карлтонские сады», Мельбурн, Австралия. В этом же парке, непосредственно напротив здания музея, располагается другая важная достопримечательность города — Королевский выставочный центр.
Экспозиции музея расположены в семи основных галереях, детской галерее, а также специальной трёхуровневой галерее, предназначенной для временных экспозиций.
В здании музея, помимо основных выставок, располагаются также несколько зрительных залов и театров. Среди них Амфитеатр Сиднея Майера и театр Зэ Эдж. На нижнем уровне музея расположен Дискавери-Сентер, общественный исследовательский центр. На этом же уровне расположен кинотеатр IMAX, в котором можно посмотреть объёмные и документальные фильмы. Кроме того, в музее находятся кафе и сувенирный магазин.